# モンテレイ工科大学
モンテレイ工科大学（モンテレイこうかだいがく、スペイン語: Instituto Tecnológico y de Estudios Superiores de Monterrey、 略称・ITESM）は、メキシコのヌエボ・レオン州のモンテレイにある私立大学。幾つかの大学ランキングではメキシコ国立自治大学とともに、メキシコの最優良大学であるとされている。この大学のビジネススクール (EGADE) は、メキシコとラテンアメリカで最高である。

## 歴史
モンテレイ工科大学は1943年に実業家団体によって、党派や宗教と無関係な私立の大学として創立された。最初は学生数350人、教授数14人ではじまった。1947年にモンテレイ・キャンパスが開校したが、その時には学生数は約1,000人になっていた。1954年に図書館の建物が開館し（現在は学長館として使用）、建物にはホルヘ・ゴンサレス・カマレナ (Jorge González Camarena) による壁画が描かれた。
1967年にグアイマスキャンパスが開校したのを皮切りに、メキシコ各地にキャンパスが作られた。
1986年にBITNETに参加した。1989年2月28日、モンテレイ工科大学はメキシコではじめてインターネットに接続され、メキシコ初のインターネットのノードとなった。それ以来、モンテレイ工科大学はメキシコの国別コードトップレベルドメインである「.mx」を管理している。

## 参考
- 世界の大学番付 TopUniversities.com ただし、サイトの主催者 Quacquarelli Symonds Ltd の提携大学ではない。
- QS World University Rankings® 2014/15年度の「QS 世界の大学ランキング」より
- 「CONSOLIDA EGADE BUSINESS SCHOOL はラテンアメリカ最高のビジネススクール」リンク切れ、2015年7月16日付のアーカイブより。("CONSOLIDA EGADE BUSINESS SCHOOL SU LIDERAZGO COMO MEJOR ESCUELA DE NEGOCIOS EN AMÉRICA LATINA"  Ranking América Economía の記事より転載、2014年5月16日掲載)